# Светвинченат
Светвинченат (хорв. Svetvinčenat, итал. Sanvincenti) — община и населённый пункт в центральной части Истрийской жупании в Хорватии. Население, по данным на 2011 год, составляет 2 202 человека (плотность 27,6 чел/км2).

## География и климат
Город расположен по дороге, соединяющей Воднян и Пазин, в 310 метрах над уровнем моря. Община Светвинченат граничит с общинами Воднян на юге, Бале на западе, Канфанар на северо-западе, Барбан на востоке и Жмин на северо-востоке. Климат субсредиземноморский. Период дождей выпадает на осень, лето сухое, с минимумом осадков. Среднемесячная температура самого тёплого месяца составляет 22 градуса. Восемь месяцев в году средняя температура превышает 10 градусов.
Официальные сельскохозяйственные угодья на территории общины составляют 3600 квадратных метров. Важнейшими выращиваемыми сельскохозяйственными культурами являются виноград, оливки и овощи. Главной отраслью животноводства является овцеводство.

## История
Как и вся Истрия, Светвинченат долгое время принадлежал Венецианской республике вплоть до её уничтожения французами в 1797 году.
Первое маленькое поселение на месте Светвинчената появилось вокруг бенедиктинского монастыря, основанного в конце 10 века. Тогда же была построена церковь, названная в честь Святого Винсента. В 983 году Светвинченат упомянут в документах императора Оттона II как собственность епископа Пореча. В 1314 году монастырь был упразднён, осталась только церковь Святого Винсента.
Управление городом в начале 12 века перешло к семье Костропола. Во время их правления в городе была построена крепость. В 1384 году город перешёл к семье Морозини. В 15 веке Морозини начали перестройку города, превратив его в поселение в стиле Возрождения с центральной площадью, окружённой с одной стороны замком, построенным вместо старой крепости, и с другой (восточной) стороны Приходской церковью Благовещения Пресвятой Богородицы, между которыми расположился ряд одноэтажных домов в стиле Возрождения. С 1560 годов территория Светвинчената отошла к новым владельцам, семье Гримани, из-за того что у Морозини не осталось наследников мужского пола и наследование произошло по женской линии, состоявшей в родстве с Гримани. В 1589 года Гримани перестроили замок после крупного пожара. Гримани правили городом до уничтожения Венецианской республики Наполеоном в 1797 году. После поражения Наполеона Истрия отошла к Австрии.
25 июля 1944 года недалеко от села группа итальянских солдат совершила одно из самых известных военных преступлений Италии в годы Второй мировой войны на территории Истрии, зверски избив партизанку Ружу Петрович и выколов ей глаза. После войны Ружа Петрович возглавила общество слепых Истрии, а на месте преступления был открыт памятник.
Община Светвинченат и совет муниципалитета образованы 14 мая 1993 года.

## Культура

### Достопримечательности
- Символом города является замок Морозини-Гримани. Первая крепость в городе была построена в 13 веке. В ходе многочисленных войн её часто разрушали и перестраивали при восстановлении. Наибольшее развитие замок получил при правлении семьи Морозини, а нынешний облик приобрёл после пожара 1589 года, когда Марино Гримани приказал восстановить замок по проекту архитектора Винченцо Скамоцци. В честь этих двух семей, внёсших большой вклад в строительство и развитие замка, он получил своё название.

В настоящее время замок Морозини-Гримани является наиболее хорошо сохранившимся замком полуострова Истрия и самым большим зданием Светвинчената. Замок представляет собой четырёхугольник, в трёх углах которого расположены три башни, а в четвёртом углу находится дворец. Над входом в замок разместился герб замка, который является также гербом семьи Гримани и Светвинчената. За стенами замка есть внутренний двор, а в самом замке уместились жилые помещения для управляющего городом, склад для боеприпасов, квартиры для 200 мушкетёров и тюрьма под землёй.
- Первая церковь Святого Винсента построена в конце 10 века монахами-бенедиктинцами. В 12 веке церковь была перестроена в романском стиле. Сейчас это однонефная церковь с тремя апсидами. Внутри церкви обнаружены 3 слоя фресок. Самый старый слой почти не сохранился и представляет лишь следы выцветшей краски. Второй слой, датируемый концом 13 века, приписывают Огнобенусу из Тревиса (Ognobenus Trevisanus). Самый поздний третий слой относится к концу 14 века. На фресках изображены сцены из Библии и из жизни святых (в основном Святого Винсента)[5][9].

- На восточной части центральной площади располагается Приходская церковь Благовещения Пресвятой Богородицы. Она построена в конце 15 — начале 16 века неизвестным архитектором[10]. Украшением интерьера являются пять мраморных алтарей, расписанных представителями венецианской школы. На главном алтаре изображено Благовещение работы Джузеппе Порта Сальвиати[англ.][11][12].

- Церковь Святой Екатерины — здание 15 века с звонницей и портиком, пристроенным в 18 веке. Фрески внутри церкви расположены на северной, южной и западной стенах церкви. Фрески написаны в 15 веке под влиянием Венецианской школы живописи[13][12].

### Фестивали
В городе проходит целый ряд фестивалей, концертов и выставок. В середине июля производители сыра со всей Хорватии и из Словении проводят в Светвинченате фестиваль сыра. Производители выставляют на продажу и предлагают продегустировать различные виды сыра, оливкового маслаи мёда. Фестиваль основан в 2012 году. В конце июля проходит фестиваль танца и невербального театра, основанный в 2000 году. В фестивале участвуют театральные и танцевальные коллективы как со всей Хорватии, так и из-за рубежа. В программу фестиваля включены современные танцевальные постановки, театр, пантомима, цирковые представления, а также образовательные семинары и мастер-классы.
В 2011 году была заложена традиция проводить в начале августа (обычно с 5 до 7 августа) рыцарский фестиваль в Светвинченате. В дни фестиваля в городе организуют средневековую ярмарку, проводят театрализованные представления и исторические реконструкции средневековых битв. В рыцарском фестивале участвуют исторические общества из многих стран Европы.